# 山崎美成
山崎 美成（やまざき よししげ、寛政8年（1796年） - 安政3年7月20日（1856年8月20日））は、江戸時代の随筆家、雑学者。北峰・好問堂などと号した。

## 経歴
江戸下谷長者町の薬種商長崎屋の子。諱は美成、字は久卿、通称新兵衛、久作。号は好問堂、北峰。家業を継いだが学問に没頭し破産。国学者・小山田与清に師事。文政3年（1820年）から随筆『海録』に着手。文政7年（1824年）、曲亭馬琴らの耽奇会、翌年から同じく兎園会に参加し中心人物となる。
柳亭種彦、屋代弘賢、中村仏庵ら考証収集家と交わり流行の江戸風俗考証をおこなう。晩年は営利目的のいわば企画もの編著が増えた。

## 著作
- 『赤穂義士一夕話』近代デジタルライブラリー:
- 『忠臣蔵の男たち 現代語訳『赤穂義士伝一夕話』』長谷圭剛編訳 展望社 1999
- 「无名翁随筆」「新吉原略記」『燕石十種』
- 「博戯犀照」『続燕石十種』国書刊行会
- 『海録 江戸考証百科』ゆまに書房 1999
- 『隠語』『隠語辞典集成』大空社、1997
- 「世事百談」『日本随筆大成』吉川弘文館
- 「三養雑記」『日本随筆大成第二期』吉川弘文館
- 「麓の花」同第三期

## 美成が登場するフィクション
- 永井義男『将軍と木乃伊 江戸国学者・山崎美成の謎解き帳』祥伝社 1999